# 普拉塔納爾火山
普拉塔納爾火山（西班牙語：Volcán Platanar），是哥斯達黎加的火山，處於克薩達東南面8公里，屬於哥斯達黎加中部山脈的一部分，處於胡安卡斯特羅布蘭科國家公園，海拔高度2,267米。